# St. Nikolaus (Kalteneber)

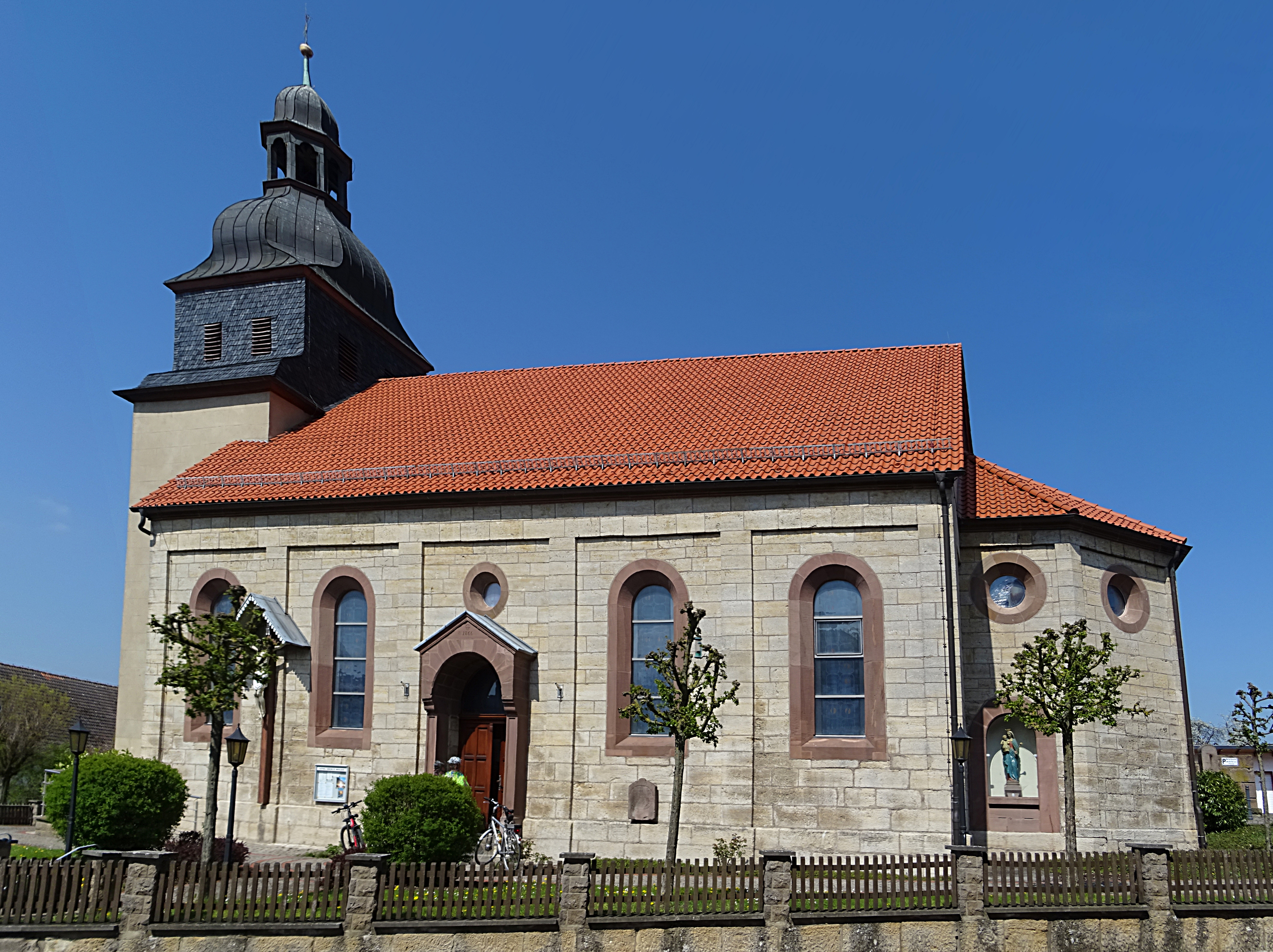
Römisch-Katholische Kirche St. Nikolaus in Kalteneber

Die römisch-katholische Filialkirche St. Nikolaus steht in Kalteneber im thüringischen Landkreis Eichsfeld. Sie ist Filialkirche der Pfarrei St. Marien Heiligenstadt im Dekanat Heiligenstadt des Bistums Erfurt. Sie trägt das Patrozinium des heiligen Nikolaus von Myra.

## Geschichte
Am 10. November 1863 wurde die Vorgängerkirche wegen Einsturzgefahr gesperrt und bis auf den Kirchturm abgerissen. Von 1866 bis 1868 entstand die heutige Kirche, die am 4. Juni 1868 durch Bischof Konrad Martin geweiht wurde. Der Altar sowie vier Figuren wurden 1883 ergänzt. 1955 wurde die Kirche renoviert, der Aufbau des Marienaltars abgebaut und neue Bänke angeschafft. Die bauliche Anpassung an das II. Vatikanum erfolgte 1968 und am 9. Juni 1968 wurde durch Weihbischof Hugo Aufderbeck der neue Altar geweiht. Während der letzten umfassenden Renovierung wurde der gesamte Kirchraum nach einem Entwurf von Evelyn Körber neugestaltet und neue Fenster eingebaut. Der neue Altar wurde durch Bischof Joachim Wanke am 3. Advent 2005 konsekriert.
Ab 2008 gehörte Kalteneber zur Pfarrei St. Aegidien Heilbad Heiligenstadt und seit 2017 gehört sie zusammen mit St. Aegidien zur Pfarrei St. Marien, Heilbad Heiligenstadt.

## Architektur
St. Nikolaus ist eine neuromanische Kirche, die geringen Dachneigungen geben ihr ein mediterranes Gepräge. Der Kirchenraum ist durch hölzerne Arkaden in drei Schiffe unterteilt, was sie zu einer Hallenkirche macht.

## Ausstattung

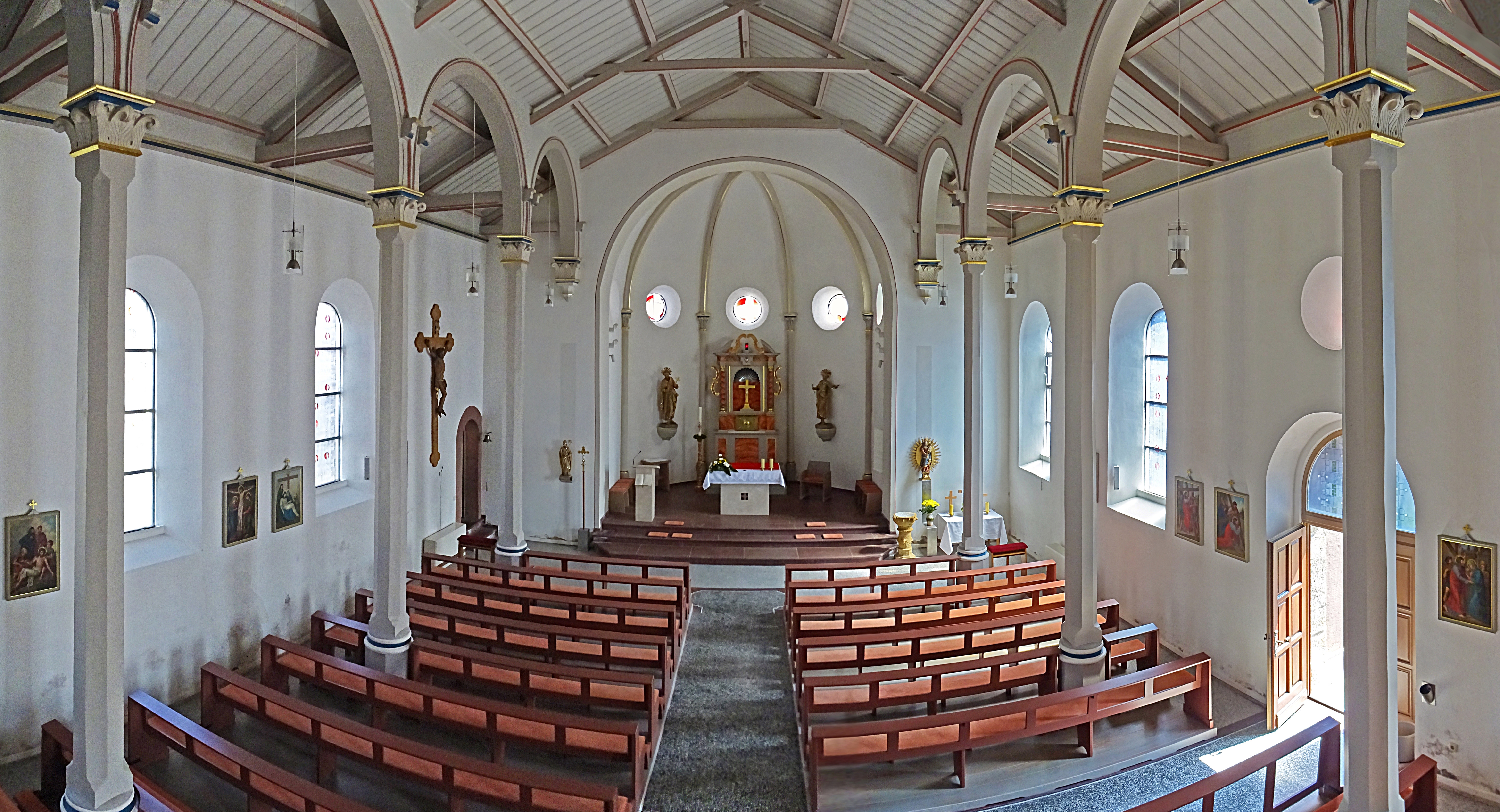
Innenraum

Aus der Vorgängerkirche stammt der über 400 Jahre alte Taufstein und der Beichtstuhl von um 1800 eines unbekannten Künstlers. Der barocke Altaraufsatz ist ein Geschenk des Aachener Kunsthändlers Gerhard Conrads.

## Orgel

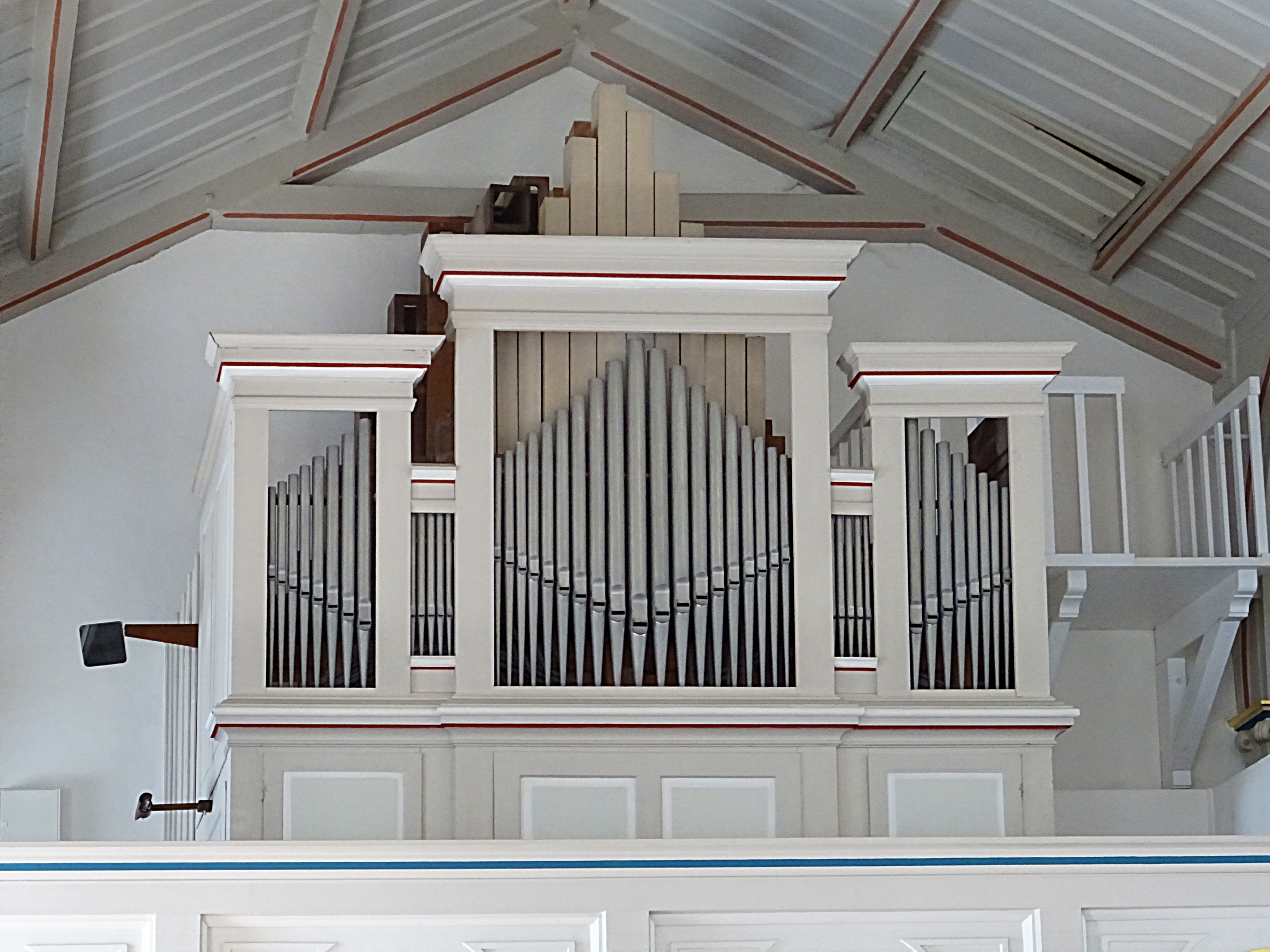
Krell-Orgel

Die Orgel wurde 1902 von Louis Krell gebaut, dabei wurden ein Großteil der Register und das Gehäuse der Vorgängerorgel von Knauf von 1850  wiederverwendet. Die letzte Restaurierung fand 1995 durch Orgelbau Brode, Heilbad Heiligenstadt, statt. Die Orgel hat 15 Register auf zwei Manualen und Pedal. Die Tontraktur ist pneumatisch. Die Disposition lautet wie folgt:
| I Hauptwerk C–f3 |     |
| Bordun           | 16′ |
| Principal        | 8′  |
| Hohlflöte        | 8′  |
| Gamba            | 8′  |
| Octave           | 4′  |
| Hohlflöte        | 4′  |
| Rauschpfeife II  |     |
| Mixtur III       | 2′  |

| II Nebenwerk C–f3 |    |
| Lieblich Gedackt  | 8′ |
| Flöte travers     | 8′ |
| Salicional        | 8′ |
| Flöte             | 4′ |

| Pedal C–d1 |     |
| Subbaß     | 16′ |
| Violon     | 16′ |
| Octavbaß   | 8′  |

- Koppeln:
  - Normalkoppeln: II/I, I/P, II/P
  - Suboktavkoppeln: I/I, II/II
  - Superoktavkoppeln: I/I